# Surf Curse
Surf Curse è un gruppo musicale statunitense formatosi nel 2012. È costituito dai musicisti Jacob Rubeck, Nick Rattigan, Noah Kohll e Henry Dillon.

## Storia del gruppo
I Surf Curse hanno fatto il loro esordio discografico con l'album in studio Buds (2013); il disco contiene il brano virale Freaks, primo ingresso del gruppo nella top ten della Hot Rock & Alternative Songs, certificato triplo platino dalla Recording Industry Association of America e platino dalla British Phonographic Industry.
Hanno successivamente inciso tre progetti in studio, tra cui Magic Hour (2022), uscito sotto la Atlantic.

## Formazione
- Jacob Rubeck – cori, chitarra
- Nick Rattigan – voce, batteria, percussioni
- Noah Kohll – chitarra
- Henry Dillon – basso

## Discografia

### Album in studio
- 2013 – Buds
- 2017 – Nothing Yet
- 2019 – Heaven Surrounds You
- 2022 – Magic Hour

### EP
- 2015 – Sad Boys

### Singoli
- 2019 – Disco
- 2019 – Midnight Cowboy
- 2019 – Hour of the Wolf
- 2021 – Freaks
- 2022 – Sugar
- 2022 – TVI
- 2022 – Lost Honor
- 2022 – Self Portrait
- 2022 – Arrow